# Gran Piemonte
Il Gran Piemonte, conosciuto fino al 2008 come Giro del Piemonte, è una corsa in linea maschile di ciclismo su strada che ha luogo ogni anno nel mese di ottobre nella regione Piemonte, in Italia.
Corso per la prima volta nel 1906 e nei decenni seguenti riservato variabilmente a ciclisti professionisti, indipendenti o dilettanti, dal 2005 al 2019 ha fatto parte del circuito UCI Europe Tour come prova di classe 1.HC, mentre dal 2020 è incluso nel calendario UCI ProSeries. Insieme alla Milano-Torino e al Giro di Lombardia fa parte del Trittico d'autunno organizzato da RCS Sport, svolgendosi solitamente tre giorni prima del Lombardia. Dal 1977 è organizzato dalla Gazzetta dello Sport, che dal 1989 delega la gestione a RCS Sport. 

## Storia
Il Giro del Piemonte debuttò nel 1906 quando ad imporsi fu Giovanni Gerbi; il "diavolo rosso" vinse anche le due edizioni successive. Nei decenni seguenti alcuni corridori lo eguagliarono nel numero di successi: Costante Girardengo, Aldo Bini, Gino Bartali e Fiorenzo Magni, tutti con tre vittorie della classica piemontese. Nel 1932 e nel 1933 la prova si svolse a tappe, come anche nel 1945.
Il Giro del Piemonte 1951 fu fatale a Serse Coppi, fratello di Fausto, che, dopo una caduta, concluse la prova ma riportò un'emorragia cerebrale che poche ore dopo lo condusse alla morte.
Nel 2005 la prova entrò nel calendario UCI Europe Tour come prova di classe 1.HC (Hors Catégorie). Nel 2009 assunse la denominazione di "Gran Piemonte". Le edizioni del 2013 e del 2014 non si svolsero a causa di insufficienti fondi forniti dagli sponsor, tali da non permettere di organizzare la manifestazione. Nel 2015 il Gran Piemonte ritornò nel calendario UCI Europe Tour. Nel 2017 l'edizione del Gran Piemonte venne abbinata ai campionati italiani, con partecipazione riservata ai corridori italiani. Nel 2020 la competizione venne promossa nel circuito UCI ProSeries come prova di classe 1.Pro.

## Percorso

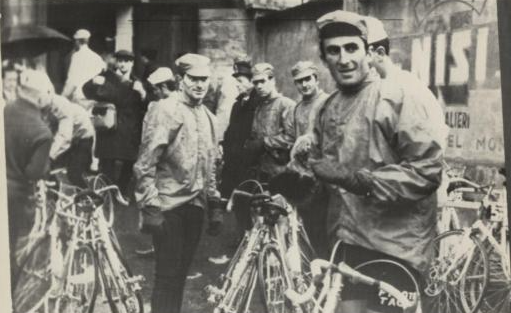
L'edizione del 1968 venne rinviata e poi annullata per neve. Alla partenza il gruppo dei corridori, in primo piano Franco Bitossi

Il percorso della manifestazione si svolge prevalentemente nel Piemonte meridionale (province di Alessandria, Asti e Cuneo); tuttavia vi sono state alcune eccezioni come l'edizione del 2001, nella quale il tracciato si snodò nell'Alto Piemonte, con arrivo a Domodossola. Le prime edizioni della corsa avevano come sede di arrivo Alessandria e dal 1925 l'arrivo fu spostato a Torino, dove rimase fino al 1940. Col susseguirsi delle edizioni le località di arrivo sono state numerose (esempi sono Limone Piemonte e Alba). In alcuni anni la corsa sconfinò nella Valle d'Aosta, con arrivo a Saint-Vincent.

## Albo d'oro
Aggiornato all'edizione 2023. In corsivo le edizioni non ufficiali.
| Anno              | Vincitore                                                  | Secondo                                                    | Terzo                                                      |
| Giro del Piemonte | Giro del Piemonte                                          | Giro del Piemonte                                          | Giro del Piemonte                                          |
| ----------------- | ---------------------------------------------------------- | ---------------------------------------------------------- | ---------------------------------------------------------- |
| 1906              | Giovanni Gerbi                                             | Battista Danesi                                            | Luigi Ganna                                                |
| 1907              | Giovanni Gerbi                                             | Carlo Galetti                                              | Mario Gaioni                                               |
| 1908              | Giovanni Gerbi                                             | Luigi Chiodi                                               | Carlo Galetti                                              |
| 1909              | non disputato                                              | non disputato                                              | non disputato                                              |
| 1910              | Vincenzo Borgarello                                        | Pietro Aymo                                                | Cesare Zanzottera                                          |
| 1911              | Mario Bruschera                                            | Carlo Galetti                                              | Giuseppe Santhià                                           |
| 1912              | Costantino Costa                                           | Francesco Innocenti                                        | Pasquale Uzzo                                              |
| 1913              | Romolo Verde                                               | Marcello Sussio                                            | Giovanni Abellonio                                         |
| 1914              | Giuseppe Santhià                                           | Angelo Gremo                                               | Costante Girardengo                                        |
| 1915              | Natale Bosco                                               | Giovanni Nuvoli                                            | Federico Gay                                               |
| 1916              | Francesco Cerutti                                          | Pietro Ferraris                                            | Giovanni Abellono                                          |
| 1917              | Domenico Schierano                                         | Francesco Cerutti                                          | Ugo Ruggeri                                                |
| 1918              | Ettore Bianchi                                             | Lorenzo Sinchetto                                          | Nino Ronco                                                 |
| 1919              | Costante Girardengo                                        | Gaetano Belloni                                            | Angelo Gremo                                               |
| 1920              | Costante Girardengo                                        | Alfredo Sivocci                                            | Gaetano Belloni                                            |
| 1921              | Giovanni Brunero                                           | Giuseppe Azzini                                            | Alfredo Sivocci                                            |
| 1922              | Angelo Gremo                                               | Bartolomeo Aymo                                            | Costante Girardengo                                        |
| 1923              | Bartolomeo Aymo                                            | Camillo Arduino                                            | Angelo Gremo                                               |
| 1924              | Costante Girardengo                                        | Federico Gay                                               | Bartolomeo Aymo                                            |
| 1925              | Gaetano Belloni                                            | Bartolomeo Aymo                                            | Alfredo Binda                                              |
| 1926              | Alfredo Binda                                              | Giovanni Brunero                                           | Costante Girardengo                                        |
| 1927              | Alfredo Binda                                              | Battista Giuntelli                                         | Antonio Negrini                                            |
| 1928              | Marco Giuntelli                                            | Battista Giuntelli                                         | Amulio Viarengo                                            |
| 1929              | Antonio Negrini                                            | Alfredo Binda                                              | Battista Giuntelli                                         |
| 1930              | Ambrogio Morelli                                           | Aldo Canazza                                               | Fabio Battesini                                            |
| 1931              | Mario Cipriani                                             | Guglielmo Marin                                            | Giovanni Firpo                                             |
| 1932              | Giuseppe Martano                                           | Giuseppe Olmo                                              | Felice Lessona                                             |
| 1933              | Antonio Folco                                              | Andrea Minasso                                             | Battista Astrua                                            |
| 1934              | Learco Guerra                                              | Giuseppe Martano                                           | Domenico Piemontesi                                        |
| 1935              | Aldo Bini                                                  | Domenico Piemontesi                                        | Romeo Rossi                                                |
| 1936              | Aldo Bini                                                  | Giuseppe Olmo                                              | Giovanni Cazzulani                                         |
| 1937              | Gino Bartali                                               | Fausto Montesi                                             | Severino Canavesi                                          |
| 1938              | Pietro Rimoldi                                             | Severino Canavesi                                          | Aldo Bini                                                  |
| 1939              | Gino Bartali                                               | Cesare Del Cancia                                          | Fausto Coppi                                               |
| 1940              | Cino Cinelli                                               | Aldo Bini                                                  | Osvaldo Bailo                                              |
| 1941              | Aldo Bini                                                  | Gino Bartali                                               | Osvaldo Bailo                                              |
| 1942              | Fiorenzo Magni                                             | Gino Bartali                                               | Pierino Favalli                                            |
| 1943-1944         | non disputato a causa della seconda guerra mondiale        | non disputato a causa della seconda guerra mondiale        | non disputato a causa della seconda guerra mondiale        |
| 1945              | Secondo Barisone                                           | Carlo Rebella                                              | Primo Volpi                                                |
| 1946              | Sergio Maggini                                             | Antonio Covolo                                             | Antonio Bevilacqua                                         |
| 1947              | Vito Ortelli                                               | Aldo Ronconi                                               | Mario Vicini                                               |
| 1948              | Renzo Soldani                                              | Dino Ottusi                                                | Andrea Carrea                                              |
| 1949              | Adolfo Leoni                                               | Fausto Coppi                                               | Fiorenzo Magni                                             |
| 1950              | Alfredo Martini                                            | Sergio Pagliazzi                                           | Loretto Petrucci                                           |
| 1951              | Gino Bartali                                               | Pasquale Fornara                                           | Vincenzo Rossello                                          |
| 1952              | Giorgio Albani                                             | Luciano Maggini                                            | Ettore Milano                                              |
| 1953              | Fiorenzo Magni                                             | Loretto Petrucci                                           | Giorgio Albani                                             |
| 1954              | Nino Defilippis                                            | Alfredo Martini                                            | Angelo Conterno                                            |
| 1955              | Giuseppe Minardi                                           | Angelo Conterno                                            | Adolfo Grosso                                              |
| 1956              | Fiorenzo Magni                                             | Pasquale Fornara                                           | Pietro Giudici                                             |
| 1957              | Silvano Ciampi                                             | Giuliano Michelon                                          | Giacomo Fini                                               |
| 1958              | Nino Defilippis                                            | Alessandro Fantini                                         | Arrigo Padovan                                             |
| 1959              | Silvano Ciampi                                             | Aldo Moser                                                 | Arrigo Padovan                                             |
| 1960              | Alfredo Sabbadin                                           | Nello Fabbri                                               | Carlo Bugnami                                              |
| 1961              | Angelo Conterno                                            | Jos Hoevenaers                                             | Giovanni Pettinati                                         |
| 1962              | Vito Taccone                                               | Franco Cribiori                                            | Graziano Battistini                                        |
| 1963              | Adriano Durante                                            | Italo Zilioli                                              | Franco Cribiori                                            |
| 1964              | Willy Bocklant                                             | Jaume Alomar                                               | Guido Carlesi                                              |
| 1965              | Romeo Venturelli                                           | Roberto Poggiali                                           | Dino Zandegù                                               |
| 1966              | Rudi Altig                                                 | Franco Bitossi                                             | Gianni Motta                                               |
| 1967              | Guido De Rosso                                             | Roberto Ballini                                            | Mario Di Toro                                              |
| 1968              | annullato per neve                                         | annullato per neve                                         | annullato per neve                                         |
| 1969              | Marino Basso                                               | Ole Ritter                                                 | Cesarino Carpanelli                                        |
| 1970              | Italo Zilioli                                              | Mauro Simonetti                                            | Franco Balmamion                                           |
| 1971              | Felice Gimondi                                             | Gianni Motta                                               | Giorgio Favaro                                             |
| 1972              | Eddy Merckx                                                | Felice Gimondi                                             | Wladimiro Panizza                                          |
| 1973              | Felice Gimondi                                             | Marcello Bergamo                                           | Giancarlo Polidori                                         |
| 1974              | Francesco Moser                                            | Michel Pollentier                                          | Costantino Conti                                           |
| 1975-1976         | non disputato                                              | non disputato                                              | non disputato                                              |
| 1977              | Roger De Vlaeminck                                         | Giuseppe Saronni                                           | Bernt Johansson                                            |
| 1978              | Gianbattista Baronchelli                                   | Clyde Sefton                                               | Riccardo Magrini                                           |
| 1979              | Silvano Contini                                            | Wladimiro Panizza                                          | Gianbattista Baronchelli                                   |
| 1980              | Gianbattista Baronchelli                                   | Wladimiro Panizza                                          | Giovanni Battaglin                                         |
| 1981              | Marino Amadori                                             | Bruno Wolfer                                               | Luciano Rabottini                                          |
| 1982              | Faustino Rupérez                                           | Pascal Jules                                               | Michael Wilson                                             |
| 1983              | Guido Bontempi                                             | Sean Kelly                                                 | Francesco Moser                                            |
| 1984              | Christian Jourdan                                          | Acácio da Silva                                            | Teun van Vliet                                             |
| 1985              | Charly Mottet                                              | Urs Zimmermann                                             | Robert Millar                                              |
| 1986              | Gianni Bugno                                               | Enrico Grimani                                             | Jean-François Bernard                                      |
| 1987              | Adrie van der Poel                                         | Eric Van Lancker                                           | Adriano Baffi                                              |
| 1988              | Rolf Gölz                                                  | Gianni Bugno                                               | Marco Lietti                                               |
| 1989              | Claudio Chiappucci                                         | Søren Lilholt                                              | Per Pedersen                                               |
| 1990              | Franco Ballerini                                           | Dante Rezze                                                | Kim Andersen                                               |
| 1991              | Džamolidin Abdužaparov                                     | Frédéric Moncassin                                         | Sammie Moreels                                             |
| 1992              | Erik Breukink                                              | Stephen Roche                                              | Alex Zülle                                                 |
| 1993              | Beat Zberg                                                 | Laurent Dufaux                                             | Fabrizio Bontempi                                          |
| 1994              | Nicola Miceli                                              | Roberto Petito                                             | Peter Meinert                                              |
| 1995              | Claudio Chiappucci                                         | Stefano Zanini                                             | Davide Cassani                                             |
| 1996              | Richard Virenque                                           | Andrea Tafi                                                | Mauro Gianetti                                             |
| 1997              | Gianluca Bortolami                                         | Paolo Lanfranchi                                           | Biagio Conte                                               |
| 1998              | Marco Serpellini                                           | Daniele Nardello                                           | Stefano Colagè                                             |
| 1999              | Andrea Tafi                                                | Marco Serpellini                                           | Sergio Barbero                                             |
| 2000              | non disputato a causa dell'alluvione del Piemonte del 2000 | non disputato a causa dell'alluvione del Piemonte del 2000 | non disputato a causa dell'alluvione del Piemonte del 2000 |
| 2001              | Nico Mattan                                                | Fabio Sacchi                                               | Matthé Pronk                                               |
| 2002              | Luca Paolini                                               | Matthias Kessler                                           | Gianluca Bortolami                                         |
| 2003              | Alessandro Bertolini                                       | Thomas Liese                                               | Angelo Lopeboselli                                         |
| 2004              | Allan Davis                                                | Alberto Ongarato                                           | Francesco Chicchi                                          |
| 2005              | Murilo Fischer                                             | Steven de Jongh                                            | Paride Grillo                                              |
| 2006              | Daniele Bennati                                            | Grégory Rast                                               | Gene Bates                                                 |
| 2007              | non disputato                                              | non disputato                                              | non disputato                                              |
| 2008              | Daniele Bennati                                            | Luca Paolini                                               | Aljaksandr Usaŭ                                            |
| Gran Piemonte     |                                                            |                                                            |                                                            |
| 2009              | Philippe Gilbert                                           | Daniel Moreno                                              | Francesco Gavazzi                                          |
| 2010              | Philippe Gilbert                                           | Leonardo Bertagnolli                                       | Matti Breschel                                             |
| 2011              | Daniel Moreno                                              | Greg Van Avermaet                                          | Luca Paolini                                               |
| 2012              | Rigoberto Urán                                             | Luca Paolini                                               | Gorka Verdugo                                              |
| 2013-2014         | non disputato                                              | non disputato                                              | non disputato                                              |
| 2015              | Jan Bakelants                                              | Matteo Trentin                                             | Sonny Colbrelli                                            |
| 2016              | Giacomo Nizzolo                                            | Fernando Gaviria                                           | Daniele Bennati                                            |
| 2017              | Fabio Aru                                                  | Diego Ulissi                                               | Rinaldo Nocentini                                          |
| 2018              | Sonny Colbrelli                                            | Florian Sénéchal                                           | Davide Ballerini                                           |
| 2019              | Egan Bernal                                                | Iván Sosa                                                  | Nans Peters                                                |
| 2020              | George Bennett                                             | Diego Ulissi                                               | Mathieu van der Poel                                       |
| 2021              | Matthew Walls                                              | Giacomo Nizzolo                                            | Olav Kooij                                                 |
| 2022              | Iván García Cortina                                        | Matej Mohorič                                              | Alexis Vuillermoz                                          |
| 2023              | Andrea Bagioli                                             | Marc Hirschi                                               | Alex Aranburu                                              |
| 2024              | Neilson Powless                                            | Corbin Strong                                              | Alex Aranburu                                              |

## Statistiche

### Vittorie per nazione
| Pos. | Nazione                                                         | Vittorie |
| ---- | --------------------------------------------------------------- | -------- |
| 1    | Italia                                                          | 83*      |
| 2    | Belgio                                                          | 7        |
| 3    | Francia Spagna                                                  | 3        |
| 5    | Colombia Germania Paesi Bassi Nuova Zelanda                     | 2        |
| 9    | Australia Brasile Svizzera Uzbekistan Gran Bretagna Stati Uniti | 1        |

*1 titolo non ufficiale nel 1907